# موتورسوار (فیلم ۱۹۰۶)
موتور سوار (انگلیسی: The '?' Motorist) یک فیلم در ژانر ادبیات گمانه‌زن و صامت به کارگردانی والتر رابرت بوث است که در سال ۱۹۰۶ منتشر شد.